# Jacques Kisaï
Jacques Kisaï (ディエゴ喜斎, Diego Kisai), né en 1533 à Hagamura, près d’Okayama (Japon) et mort (exécuté) le 5 février 1597 à Nagasaki (Japon), était un frère jésuite et catéchiste japonais. Avec 25 autres chrétiens il fut crucifié en haine de la foi chrétienne. Les 26 martyrs de Nagasaki furent béatifiés le 3 juillet 1627 par le pape Urbain VIII et canonisés le 8 juin 1862 par le pape Pie IX.  Avec les 25 autres martyrs Jacques Kisaï est liturgiquement commémoré le 6 février. 

## Biographie
Né en 1533 dans une famille non-chrétienne Jacques Kisaï reçoit sa première éducation dans un monastère bouddhiste. Comme jeune adulte il demande et reçoit le baptême. Marié à une chrétienne il en a un fils. Sa femme décide de revenir à ses croyances bouddhistes. Comme il ne parvient pas à l’en dissuader, Jacques Kisaï s’en sépare et confie son fils à une famille chrétienne. Lui-même part à Osaka à la recherche d’un emploi.
Reçu par les jésuites Kisaï est pour un temps le portier de leur résidence. Comme il connait bien les éléments de la foi chrétienne il est bientôt employé comme catéchiste. En 1596 il devient novice jésuite : il a demandé à être reçu comme frère coadjuteur. Le 26 décembre 1596 le novice est arrêté avec les autres jésuites qui se trouvaient dans la résidence ce jour-là. Ils sont conduits à la prison de Miyako où ils rejoignent six franciscains et leurs tertiaires. 
Le 3 janvier 1597 les prisonniers sont condamnés à mort. Pour l’exemple l’exécution par crucifiement aura lieu à Nagasaki où se trouve une communauté chrétienne relativement importante. Un long et très pénible voyage de quatre semaines les conduit de Miyako à Nagasaki. Peu avant d’arriver à Nagasaki un prêtre jésuite parvient à entrer en contact avec eux. Il entend leurs confessions et reçoit les vœux religieux de Jean Soan de Goto et de Jacques Kisai.
Le 5 février 1597 James Kisaï est crucifié avec les autres sur la colline de Nagasaki, aujourd’hui connue sous le nom de 'Colline des martyrs’.